# Bienno
Bienno là một đô thị trong tỉnh tỉnh Brescia thuộc vùng Lombardia, Ý. Đô thị này có diện tích 30 km², dân số 3510 người. Các đơn vị dân cư trực thuộc là: Các đô thị giáp ranh gồm: 
Bagolino, Berzo Inferiore, Bovegno, Breno (Italie), Cividate Camuno, Collio (Brescia), Prestine
Bản mẫu:Communes de Val Camonica